# Інаркієв Ернесто Казбекович
Ернесто Казбекович Інаркієв, (рос. Эрнесто Казбекович Инаркиев; 9 грудня 1985, Ош) — російський шахіст киргизького походження, гросмейстер від 2002 року. Чемпіон Європи 2016 року.
Його рейтинг станом на березень 2020 року — 2661 (79-те місце в світі, 18-те в Росії).

## Шахова кар'єра
Названий на честь Ернесто Че Гевари, чиїм прихильником є батько шахіста.
1991 року переїхав із Ошської області, де народився, до столиці Киргизстану, Бішкеку. Тут навчився грати в шахи, невдовзі здобув звання майстра. У 1998 році, коли йому було 13, дебютував у складі національної збірної на шаховій олімпіаді в Елісті, набрав на 4-й шахівниці 6½ очок у 9 партіях а також уперше здолав гросмейстера, яким був Віктор Купрейчик. Наступного року здобув звання чемпіона Азії серед юнаків до 16 років. Ці успіхи не обійшов своєю увагою президент ФІДЕ Кірсан Ілюмжинов, який запросив Інаркієва з родиною до Калмикії і почав надавати йому фінансову підтримку, наприклад, забезпечуючи можливість постійно тренуватись у Марка Дворецького. 2000 року вдруге зіграв за збірну Киргизстану на Шаховій олімпіаді в Стамбулі, набравши на 4-й шахівниці 9 очок у 14-ти партіях. Від того року на міжнародних змаганнях виступає під російським прапором.
2001 року здобув у Халкідіках звання чемпіона Європи серед юнаків до 16 років. 2002 року святкував перемогу на турнірі за круговою системою в Серпухові а також здобув золоту медаль на чемпіонаті Росії серед юніорів до 20-ти років. Поділив також 1-ше місце в Алушті а також на турнірі за швейцарською системою в Пардубице. У 2003 році поділив 1-ше місце в таких турнірах як: опен у Лінаресі а також Хогевені (разом зі Звіадом Ізорією). Наступного року виступив у Триполі w чемпіонаті світу 2004 який проходив за нокаут-системою, програвши в 1-му колі Леньєру Домінгесу. 2006 року досягнув значного успіху, посівши в Москві 3-тє місце (після Євгена Алєксєєва i Дмитра Яковенка) на чемпіонаті Росії. У 2014 році переміг (разом з Константіном Лупулеску) в Баку, крім того у 2015 році одноосібно переміг на турнірі Moscow-Open 2015 A в Москві.
У травні 2016 року, набравши 9 очок з 11 можливих (+7-0=4), Ернесто став переможцем чемпіонату Європи, що проходив у місті Джяковіца (Косово).

### 2017
У травні 2017 року з результатом 2½ з 9 очок (+0-4=5) посів останнє 18 місце на другому етапі серії Гран-Прі ФІДЕ 2017 року, що проходив у Москві.
У липні 2017 року, набравши 4 очки з 9 (+1-2=6) посів 15-те місце на третьому етапі серії Гран-Прі ФІДЕ 2017 року, що проходив у Женеві.
У листопаді 2017 року з результатом 4½ очки з 9 (+2-2=5) розділив 10-12 місця на четвертому етапі серії Гран-Прі ФІДЕ 2017 року, що проходив у Пальма-де-Майорці. У загальному заліку серії Гран-прі ФІДЕ 2017 року Інаркієв, набравши 25 очок посів лише 22-ге місце.

## Зміни рейтингу
| На цьому місці має відображатися графік чи діаграма, однак з технічних причин його відображення наразі вимкнено. Будь ласка, не видаляйте код, який викликає це повідомлення. Розробники вже працюють для того, щоби відновити штатне функціонування цього графіка або діаграми. | |
| | На цьому місці має відображатися графік чи діаграма, однак з технічних причин його відображення наразі вимкнено. Будь ласка, не видаляйте код, який викликає це повідомлення. Розробники вже працюють для того, щоби відновити штатне функціонування цього графіка або діаграми. |